# جاك ماهر (لاعب كرة قدم أسترالية)
جاك ماهر (بالإنجليزية: Jack Maher)‏ هو لاعب كرة قدم أسترالية أسترالي، ولد في 10 يوليو 1916، وتوفي في 26 أغسطس 1993.

## وصلات خارجية
- جاك ماهر على موقع AustralianFootball.com (الإنجليزية)
- جاك ماهر على موقع AFLtables.com (الإنجليزية)